# Phoebe Snow
Phoebe Snow, eigentlich Phoebe Ann Laub (* 17. Juli 1950 in New York City; † 26. April 2011 in Edison, New Jersey) war eine US-amerikanische Sängerin und Komponistin.

## Karriere
Aufgewachsen in Teaneck, New Jersey, hatte Phoebe Snow schon sehr früh Gitarrenunterricht und als Jugendliche zusätzlich das Klavierspiel erlernt. Wie so viele Singer-Songwriter zog sie seit etwa 1970 durch New Yorker Clubs und Bars, sang ihre selbstkomponierten Lieder und begleitete sich dabei auf ihrer Martin-Gitarre. Anlässlich eines Auftritts im Bitter End in Greenwich Village entdeckte ein Talentsucher des kleinen Shelter-Labels die Sängerin mit der Altstimme, die dann von der zu dieser Zeit zu MCA gehörenden Firma einen Vertrag bekam. Gleich ihre erste Langspielplatte (Phoebe Snow, im Juli 1974 erschienen) wurde ein kommerzieller Erfolg (Platz 4 der LP-Hitparade), mit Gold ausgezeichnet und enthielt mit der Auskoppelung Poetry Man auch einen Top-Five-Hit in den Billboard-Popsingle-Charts.
Ihre Kompositionen waren stark vom Jazz beeinflusst, und schon bei ihrem ersten Album wirkten Musiker wie Bob James, Zoot Sims, Dave Mason, Hugh McDonald, der Kontrabassist Chuck Delmonico, die Harfenistin Margaret Ross, E-Gitarrist Steve Burgh und Drummer Steve Mosley als ihre Studioband; als Backing Vocalists in Sam Cookes Good Times – einer von nur zwei Fremdkompositionen auf dieser LP – agierten die Persuasions. Auf Easy Street, der B-Seite ihrer ersten 45er-Platte Harpo's Blues, wurde sie von Stan Getz und Teddy Wilson, zwei legendären Jazzinstrumentalisten, begleitet. Die ersten LPs waren folglich auch in den Jazz- und den Blues-Charts notiert (siehe unten).
Snow hat ihre ersten Aufnahmen bereits unter ihrem Künstlernamen veröffentlicht, der auf eine populäre, fiktive Figur zurückgeht, die zu Beginn des 20. Jahrhunderts auf Plakaten mit kleinen Gedichten für die Lackawanna Railroad warb. Wann genau Phoebe Laub diesen Künstlernamen annahm, ist nicht bekannt.
Sie wechselte bald zu Columbia, tourte 1975 unter anderem mit Paul Simon durch die USA und nahm mit ihm zusammen den Song Gone at Last auf; dieser kam ebenso in die Hitparade (bis auf Platz 23) wie ihre ein Jahr später veröffentlichte zweite Langspielplatte Second Childhood, die Platz 13 erreichte und erneut vergoldet wurde. Auch It Looks like Snow (ebenfalls 1976) brachte es noch in die Top 30, während die rückläufigen Verkaufszahlen ihrer beiden nachfolgenden LPs Never Letting Go (1977) und Against the Grain (1978) auf ein Ende ihrer Akzeptanz bei den Plattenkäufern hinzudeuten schienen. In Konzerten fand die Sängerin aber auch Ende der 1970er Jahre stets ihr Publikum. Mit der Single Every Night gelang der Künstlerin 1979 zudem erstmals in Großbritannien eine Chartnotierung (Platz 37). Nachdem sie um 1980 zu Mirage gewechselt war, kam auch der kommerzielle Erfolg zurück: Rock Away (1981) und Something Real (1989, auf Elektra) erreichten in den Billboard-LP-Charts wieder bessere Platzierungen.
In den 1990ern tourte sie mit Donald Fagens New York Rock and Soul Revue durch die USA und ist auch auf deren Live-LP vertreten. In diesen Jahren trat sie zudem wiederholt solo in Europa und Ostasien auf. In der letzten Folge der Fernsehserie Roseanne war sie in der Schlussszene mit einer A-cappella-Version des Titelsongs zu hören. 1999 gab sie in Camp David ein Privatkonzert für Bill Clinton, der Phoebe Snow zu seinen Lieblingssängerinnen zählt, und seine Frau Hillary.
2003 brachte sie – nach 14 Jahren – erstmals wieder eine Langspielplatte (Natural Wonder) mit neuen, eigenen Songs heraus, zudem 2008 ein weiteres, Live betiteltes Album. Zuletzt lebte sie in New Jersey, nahm Gesangsstunden und interessierte sich stark für die Oper. Ihre Tochter, Valerie Rose Laub, verstarb am 18. März 2007 im Alter von 31 Jahren an den Folgen einer schweren, seit ihrer Geburt bestehenden Krankheit. Im Januar 2010 erlitt Phoebe Snow einen Schlaganfall und wurde notoperiert; eine geplante Konzerttournee musste abgesagt werden. Ihr Management ließ anschließend verlauten, dass der Heilungsprozess gut verlaufe. Ende April 2011 starb sie an den Folgen einer Hirnblutung.

## Auftritte mit anderen Künstlern
Phoebe Snow ist mit einer Vielzahl bekannter Kollegen aufgetreten oder hat mit diesen zusammen Platten aufgenommen; darunter waren neben den oben bereits Genannten Jewel, Billy Joel, Queen, Jackson Browne, Linda Ronstadt, Bonnie Raitt, Michael McDonald, Boz Scaggs, Cyndi Lauper, Roger Daltrey, Chaka Khan, CeCe Peniston, Take 6, Michael Bolton, Thelma Houston, Mavis Staples, Laurie Anderson und die Sisters of Glory (mit denen sie beim zweiten Woodstock-Festival zu sehen und zu hören war). Auf dem 1997 für ihre verstorbene Freundin und Vorbild Laura Nyro aufgenommenen Tributalbum Time and Love sang sie den Titelsong.

## Auszeichnungen
Im Mai 1998 verlieh ihr New Yorks damaliger Bürgermeister Rudy Giuliani den Cultural Achievement Award. Zudem wurde Phoebe Snow auch mit dem Don Kirschner Rock Award, mehreren Playboy Music Poll Awards, New York Music Awards und dem Clio Award ausgezeichnet.

## Diskografie

### Studioalben
| Jahr | Titel              | Höchstplatzierung, Gesamtwochen, AuszeichnungChartplatzierungen (Jahr, Titel, Platzierungen, Wochen, Auszeichnungen, Anmerkungen) | Höchstplatzierung, Gesamtwochen, AuszeichnungChartplatzierungen (Jahr, Titel, Platzierungen, Wochen, Auszeichnungen, Anmerkungen) | Anmerkungen                         |
| Jahr | Titel              | UK | US | Anmerkungen                         |
| ---- | ------------------ | --- | --- | ----------------------------------- |
| 1974 | Phoebe Snow        | — | US4 Gold · (58 Wo.)US | Erstveröffentlichung: Juli 1974     |
| 1976 | Second Childhood   | — | US13 Gold · (22 Wo.)US | Erstveröffentlichung: Januar 1976   |
| 1976 | It Looks Like Snow | — | US29 (21 Wo.)US | Erstveröffentlichung: November 1976 |
| 1977 | Never Letting Go   | — | US73 (15 Wo.)US | Erstveröffentlichung: November 1977 |
| 1978 | Against the Grain  | — | US100 (7 Wo.)US | Erstveröffentlichung: November 1978 |
| 1981 | Rock Away          | — | US51 (18 Wo.)US | Erstveröffentlichung: Mai 1981      |
| 1989 | Something Real     | — | US75 (20 Wo.)US | Erstveröffentlichung: Mai 1989      |

Weitere Veröffentlichungen
- 1978: Inter-chords
- 1981: The Best of
- 1998: I Can't Complain
- 2001: The Very Best of
- 2003: Natural Wonder
- 2008: Live

### Singles
| Jahr | Titel Album                                    | Höchstplatzierung, Gesamtwochen, AuszeichnungChartplatzierungen (Jahr, Titel, Album, Platzierungen, Wochen, Auszeichnungen, Anmerkungen) | Höchstplatzierung, Gesamtwochen, AuszeichnungChartplatzierungen (Jahr, Titel, Album, Platzierungen, Wochen, Auszeichnungen, Anmerkungen) | Anmerkungen                                    |
| Jahr | Titel Album                                    | UK | US | Anmerkungen                                    |
| ---- | ---------------------------------------------- | --- | --- | ---------------------------------------------- |
| 1974 | Poetry Man Phoebe Snow                         | — | US5 (18 Wo.)US | Erstveröffentlichung: Dezember 1974            |
| 1975 | Gone at Last Still Crazy After All These Years | — | US23 (10 Wo.)US | Erstveröffentlichung: Juli 1975 mit Paul Simon |
| 1976 | Shakey Ground It Looks Like Snow               | — | US70 (4 Wo.)US | Erstveröffentlichung: Dezember 1976            |
| 1978 | Every Night Against the Grain                  | UK37 (7 Wo.)UK | — | Erstveröffentlichung: Dezember 1978            |
| 1981 | Games Rock Away                                | — | US46 (10 Wo.)US | Erstveröffentlichung: Februar 1981             |
| 1981 | Mercy, Mercy, Mercy Rock Away                  | — | US52 (8 Wo.)US | Erstveröffentlichung: April 1981               |